# Puchar EHF piłkarzy ręcznych 2016/2017
Puchar EHF piłkarzy ręcznych 2016/2017 – 36. edycja europejskich rozgrywek. W rozgrywkach wzięły udział 63 drużyny, w tym ubiegłoroczny zwycięzca oraz sześć drużyn, które odpadły w kwalifikacjach do EHF Ligi Mistrzów 2016/2017.
Losowanie pierwszej i drugiej rundy kwalifikacyjnej odbyło się 19 lipca 2016 w Wiedniu, losowanie trzeciej rundy kwalifikacyjnej odbyło się 18 października 2016. Losowanie fazy grupowej odbyło się 1 grudnia 2016, losowanie ćwierćfinałów odbyło się 04.04.2017. Losowanie turnieju finałowego odbyło się 2 maja 2017. Turniej finałowy odbył się w dniach 20–21 maja 2017 w hali EWS Arena w Göppingen.

## Drużyny uczestniczące
| Pierwsza runda kwalifikacyjna | Pierwsza runda kwalifikacyjna | Pierwsza runda kwalifikacyjna | Pierwsza runda kwalifikacyjna |
| ----------------------------- | ----------------------------- | ----------------------------- | ----------------------------- |
| Chambéry Savoie Handball      | Csurgói KK                    | US Créteil Handball           | FC Porto                      |
| SCM Politehnica Timișoara     | GRK Varaždin                  | Dinamo Astrachań              | RK Prilep                     |
| HC Dukla Praga                | Haukar Hafnarfjörður          | ZTR Zaporoże                  | RK Vojvodina                  |
| Filippos Verias               | Maccabi Riszon le-Cijjon      | Limburg Lions                 | KH Besa Famiglia              |
| SERVITI Põlva                 | BB Ankara Spor                | Handball Käerjeng             | Olimpus-85 USEFS              |
| RK Budvanska rivijera         | London GD Handball Club       | BSB Batumi                    | RK Metaloplastika             |
| AC Diomidis Argous            | Pfadi Winterthur              | RK Zamet                      | Bodø HK                       |
| Alpla HC Hard                 | HV KRAS/Volendam              |                               |                               |
| Druga runda kwalifikacyjna    |                               |                               |                               |
| Red Boys Differdange          | Achilles Bocholt              | Alingsås HK                   | RD Koper 2013                 |
| Wacker Thun                   | Balatonfüredi KSE             | SL Benfica                    | CSM Bukareszt                 |
| SKA Mińsk                     | RK Nexe Našice                | St. Petersburg HC             | ØIF Arendal                   |
| HC Sporta Hlohovec            | Talent Pilzno                 | Górnik Zabrze                 | Füchse Berlin                 |
| KIF Kolding                   |                               |                               |                               |
| Trzecia runda kwalifikacyjna  |                               |                               |                               |
| Frisch Auf! GöppingenOT       | CB Ademar León                | Saint-Raphaël Var Handball    | MT Melsungen                  |
| Helvetia Anaitasuna           | FC Midtjylland                | RD Riko Ribnica               | Grundfos Tatabánya KC         |
| Azoty-Puławy                  | SC Magdeburg                  | BM Granollers                 | GOG                           |
| RK Gorenje Velenje            | Bregenz Handball              | Riihimäki Cocks               | Maccabi Castro Tel Awiw       |

Uwagi/legenda
- OT Obrońca tytułu
- Drużyny, która odpadły z kwalifikacji do Ligi Mistrzów

## System rozgrywek
Puchar EHF piłkarzy ręcznych w sezonie 2016/2017 składał się z czterech faz: trzech rund kwalifikacyjnych do fazy grupowej, fazy grupowej, fazy pucharowej oraz turnieju finałowego.
- Rundy kwalifikacyjne: uczestniczyły łącznie 63 drużyny. W pierwszej rundzie kwalifikacyjnej wzięło udział 30 drużyn. Do drugiej rundy awansowali zwycięzcy dwumeczów. W drugiej rundzie kwalifikacyjnej udział wzięły 32 drużyny: 15 drużyn z pierwszej rundy i 17 następnych drużyn z zestawienia EHF, w tym dwie ostatnie drużyny z turniejów kwalifikacyjnych EHF Ligi Mistrzów 2016/2017. Zwycięzcy dwumeczów awansowali do trzeciej rundy. W trzeciej rundzie udział wzięły 32 drużyny: 16 drużyn z drugiej rundy i 16 następnych drużyn z zestawienia EHF, w tym obrońca tytułu oraz pozostali przegrani z turniejów kwalifikacyjnych EHF Ligi Mistrzów. Zwycięzcy dwumeczów awansowali do fazy grupowej.
- Faza grupowa: w fazie grupowej drużyny zostały podzielone na 4 grupy po 4 drużyny. Najlepsze dwie drużyny awansowały do ćwierćfinałów.
- Faza pucharowa: składała się z 1/4 finału.
- Turniej finałowy: uczestniczyli w nim będą zwycięzcy ćwierćfinałów i składała się będzie z półfinałów, meczu o 3. miejsce oraz finału.

Od 1 lipca 2016 weszły w życie przepisy dotyczące m.in. stosowania niebieskich kartek. We wszystkich zawodach pod rozgrywanych pod egidą EHF otrzymanie przez zawodnika bezpośrednio traktowane jest jak otrzymanie. W protokołach meczowych winno być zaznaczane jako D (dyskwalifikacja) oraz TP (kara zespołowa), lecz pomimo oficjalnego stanowiska EHF sędziowie w trakcie rozgrywek pokazują bez opisywania ich w protokole przyjmując gradację kar.

## Rundy kwalifikacyjne

### Pierwsza runda kwalifikacyjna
Rozstawionymi zespołami w losowaniu było pierwszych 15 drużyn z zestawienia EHF uczestniczących w pierwszej rundzie kwalifikacyjnej i w toku losowania zostały połączone w pary z pozostałymi 15 drużynami.
| Drużyna 1                            | Wynik dwumeczu | Drużyna 2               | Pierwszy mecz | Drugi mecz |
| ------------------------------------ | -------------- | ----------------------- | ------------- | ---------- |
| Handball Käerjeng                    | 58:56          | RK Vojvodina            | 30:31         | 28:25      |
| US Créteil Handball                  | 56:56          | RK Zamet                | 29:32         | 27:24      |
| Alpla HC Hard                        | 55:43          | Limburg Lions           | 28:17         | 27:26      |
| Maccabi Riszon le-Cijjon             | 79:36          | London GD Handball Club | 38:14         | 41:22      |
| Chambéry Savoie Handball             | 67:39          | HV KRAS/Volendam        | 31:23         | 36:16      |
| GRK Varaždin                         | 51:58          | BB Ankara Spor          | 24:32         | 27:26      |
| Haukar Hafnarfjörður                 | 61:46          | AC Diomidis Argous      | 33:26         | 28:20      |
| KH Besa Famiglia                     | 58:62          | HC Dukla Praga          | 35:31         | 23:31      |
| BSB Batumi                           | 32:93          | FC Porto                | 16:49         | 16:44      |
| Csurgói KK                           | 47:44          | Bodø HK                 | 28:21         | 19:23      |
| SCM Politehnica Timișoara            | 51:43          | SERVITI Põlva           | 26:22         | 25:21      |
| Olimpus-85 USEFS                     | 49:77          | ZTR Zaporoże            | 28:37         | 21:40      |
| RK Prilep                            | 34:84          | Pfadi Winterthur        | 19:42         | 15:42      |
| RK Metaloplastika                    | 44:47          | Dinamo Astrachań        | 24:30         | 20:17      |
| Filippos Verias                      | 58:50          | RK Budvanska rivijera   | 30:24         | 28:26      |
| Po lewej gospodarz pierwszego meczu. |                |                         |               |            |

W dwumeczu pomiędzy US Créteil Handball a RK Zamet wystąpił remis, awans wywalczył zespół, który strzelił więcej bramek na wyjeździe.

### Druga runda kwalifikacyjna
Rozstawionymi zespołami w losowaniu było pierwszych 16 drużyn z zestawienia EHF uczestniczących w drugiej rundzie kwalifikacyjnej i w toku losowania zostały połączone w pary z jedną drużyną, która zaczynała rozgrywki od drugiej rundy oraz 15 zwycięzcami dwumeczy pierwszej rundy kwalifikacyjnej.
| Drużyna 1                            | Wynik dwumeczu | Drużyna 2                 | Pierwszy mecz | Drugi mecz |
| ------------------------------------ | -------------- | ------------------------- | ------------- | ---------- |
| KIF Kolding                          | 69:43          | Talent Pilzno             | 38:23         | 31:20      |
| Maccabi Riszon le-Cijjon             | 56:49          | Red Boys Differdange      | 30:24         | 26:25      |
| Csurgói KK                           | 58:46          | Achilles Bocholt          | 24:23         | 34:23      |
| SL Benfica                           | 64:56          | Handball Käerjeng         | 31:26         | 33:30      |
| Chambéry Savoie Handball             | 44:49          | Füchse Berlin             | 22:25         | 22:24      |
| Balatonfüredi KSE                    | 48:50          | Pfadi Winterthur          | 28:23         | 20:27      |
| St. Petersburg HC                    | 57:46          | BB Ankara Spor            | 26:19         | 31:27      |
| ØIF Arendal                          | 49:51          | SCM Politehnica Timișoara | 23:24         | 26:27      |
| Haukar Hafnarfjörður                 | 51:55          | Alingsås HK               | 24:24         | 27:31      |
| ZTR Zaporoże                         | 45:44          | Wacker Thun               | 23:22         | 22:22      |
| Górnik Zabrze                        | 50:32          | Filippos Verias           | 30:17         | 20:15      |
| FC Porto                             | 57:46          | RD Koper 2013             | 31:24         | 26:22      |
| Alpla HC Hard                        | 53:56          | SKA Mińsk                 | 28:25         | 25:31      |
| Dinamo Astrachań                     | 60:49          | HC Sporta Hlohovec        | 33:29         | 27:20      |
| CSM Bukareszt                        | 50:50          | RK Zamet                  | 29:23         | 21:27      |
| HC Dukla Praga                       | 53:59          | RK Nexe Našice            | 30:29         | 23:30      |
| Po lewej gospodarz pierwszego meczu. |                |                           |               |            |

W dwumeczu CSM Bukareszt a RK Zamet wystąpił remis, awans wywalczył zespół, który strzelił więcej bramek na wyjeździe.

### Trzecia runda kwalifikacyjna
Rozstawionymi zespołami w losowaniu było 16 najlepszych drużyn z zestawienia EHF i w toku losowania zostały połączone w pary z 16 zwycięzcami drugiej rundy kwalifikacyjnej.
| Drużyna 1                            | Wynik dwumeczu | Drużyna 2                  | Pierwszy mecz | Drugi mecz |
| ------------------------------------ | -------------- | -------------------------- | ------------- | ---------- |
| RK Zamet                             | 43:66          | MT Melsungen               | 23:34         | 20:32      |
| SKA Mińsk                            | 55:61          | Saint-Raphaël Var Handball | 30:28         | 25:33      |
| Azoty-Puławy                         | 52:53          | SL Benfica                 | 34:29         | 18:24      |
| Dinamo Astrachań                     | 55:64          | FC Midtjylland             | 29:29         | 26:35      |
| RK Gorenje Velenje                   | 56:58          | Füchse Berlin              | 24:29         | 32:29      |
| BM Granollers                        | 57:57          | ZTR Zaporoże               | 27:29         | 30:28      |
| St. Petersburg HC                    | 48:51          | Maccabi Castro Tel Awiw    | 25:23         | 23:28      |
| SC Magdeburg                         | 61:49          | RK Nexe Našice             | 31:22         | 30:27      |
| Helvetia Anaitasuna                  | 53:51          | Csurgói KK                 | 27:21         | 26:30      |
| Alingsås HK                          | 56:59          | GOG                        | 29:26         | 27:33      |
| SCM Politehnica Timișoara            | 46:52          | RD Riko Ribnica            | 27:22         | 19:30      |
| Riihimäki Cocks                      | 59:49          | Górnik Zabrze              | 30:19         | 29:30      |
| Frisch Auf! Göppingen                | 70:62          | Pfadi Winterthur           | 37:32         | 33:30      |
| CB Ademar León                       | 51:52          | KIF Kolding                | 24:27         | 27:25      |
| Bregenz Handball                     | 56:59          | FC Porto                   | 27:28         | 29:31      |
| Grundfos Tatabánya KC                | 63:49          | Maccabi Riszon le-Cijjon   | 35:23         | 28:26      |
| Po lewej gospodarz pierwszego meczu. |                |                            |               |            |

W dwumeczu pomiędzy BM Granollers a ZTR Zaporoże wystąpił remis, awans wywalczył zespół, który strzelił więcej bramek na wyjeździe.

## Faza grupowa
Losowanie fazy grupowej odbyło się 1 grudnia 2016 w Wiedniu. 16 drużyn – zwycięzcy z trzeciej rundy kwalifikacyjnej – zostało podzielonych na 4 koszyki i w wyniku losowania zostały utworzone 4 grupy.
| Koszyk 1                                                                  | Koszyk 2                                                                 | Koszyk 3                                  | Koszyk 4                                                       |
| ------------------------------------------------------------------------- | ------------------------------------------------------------------------ | ----------------------------------------- | -------------------------------------------------------------- |
| KIF Kolding Saint-Raphaël Var Handball Frisch Auf! Göppingen MT Melsungen | FC Midtjylland Helvetia Anaitasuna Grundfos Tatabánya KC RD Riko Ribnica | GOG BM Granollers SC Magdeburg SL Benfica | Riihimäki Cocks Füchse Berlin Maccabi Castro Tel Awiw FC Porto |

### Grupa A
| Lp. | Drużyna                    | M | Mecze | Mecze | Mecze | Bramki | Bramki | Bramki | Pkt |
| Lp. | Drużyna                    | M | W     | R     | P     | +      | −      | +/−    | Pkt |
| --- | -------------------------- | - | ----- | ----- | ----- | ------ | ------ | ------ | --- |
| 1.  | Füchse Berlin              | 6 | 5     | 0     | 1     | 185    | 163    | +22    | 10  |
| 2.  | Saint-Raphaël Var Handball | 6 | 4     | 0     | 2     | 179    | 164    | +15    | 8   |
| 3.  | GOG                        | 6 | 3     | 0     | 3     | 187    | 190    | −3     | 6   |
| 4.  | RD Riko Ribnica            | 6 | 0     | 0     | 6     | 154    | 188    | −34    | 0   |

| Gospodarz \ Gość           | SRA   | RIB   | GOG   | BER   |
| Saint-Raphaël Var Handball |       | 26:22 | 32:36 | 27:21 |
| RD Riko Ribnica            | 24:31 |       | 31:36 | 20:25 |
| GOG                        | 28:32 | 32:27 |       | 26:31 |
| Füchse Berlin              | 33:31 | 38:30 | 37:29 |       |

### Grupa B
| Lp. | Drużyna               | M | Mecze | Mecze | Mecze | Bramki | Bramki | Bramki | Pkt |
| Lp. | Drużyna               | M | W     | R     | P     | +      | −      | +/−    | Pkt |
| --- | --------------------- | - | ----- | ----- | ----- | ------ | ------ | ------ | --- |
| 1.  | Frisch Auf! Göppingen | 6 | 6     | 0     | 0     | 181    | 155    | +26    | 12  |
| 2.  | BM Granollers         | 6 | 3     | 0     | 3     | 171    | 165    | +6     | 6   |
| 3.  | FC Porto              | 6 | 2     | 0     | 4     | 159    | 170    | −11    | 4   |
| 4.  | FC Midtjylland        | 6 | 1     | 0     | 5     | 155    | 176    | −21    | 2   |

| Gospodarz \ Gość      | FAG   | MID   | GRA   | POR   |
| Frisch Auf! Göppingen |       | 31:23 | 29:28 | 30:28 |
| FC Midtjylland        | 22:25 |       | 24:27 | 29:26 |
| BM Granollers         | 27:35 | 34:32 |       | 33:22 |
| FC Porto              | 27:31 | 33:25 | 23:22 |       |

### Grupa C
| Lp. | Drużyna                 | M | Mecze | Mecze | Mecze | Bramki | Bramki | Bramki | Pkt |
| Lp. | Drużyna                 | M | W     | R     | P     | +      | −      | +/−    | Pkt |
| --- | ----------------------- | - | ----- | ----- | ----- | ------ | ------ | ------ | --- |
| 1.  | SC Magdeburg            | 6 | 5     | 1     | 0     | 200    | 146    | +54    | 11  |
| 2.  | Grundfos Tatabánya KC   | 6 | 4     | 0     | 2     | 161    | 157    | +4     | 8   |
| 3.  | KIF Kolding             | 6 | 2     | 1     | 3     | 166    | 172    | −6     | 5   |
| 4.  | Maccabi Castro Tel Awiw | 6 | 0     | 0     | 6     | 146    | 198    | −52    | 0   |

| Gospodarz \ Gość        | KOL   | TAT   | MAG   | TEL   |
| KIF Kolding             |       | 26:29 | 23:23 | 36:31 |
| Grundfos Tatabánya KC   | 28:26 |       | 28:31 | 27:24 |
| SC Magdeburg            | 36:24 | 30:25 |       | 42:24 |
| Maccabi Castro Tel Awiw | 25:31 | 20:24 | 22:38 |       |

### Grupa D
| Lp. | Drużyna             | M | Mecze | Mecze | Mecze | Bramki | Bramki | Bramki | Pkt |
| Lp. | Drużyna             | M | W     | R     | P     | +      | −      | +/−    | Pkt |
| --- | ------------------- | - | ----- | ----- | ----- | ------ | ------ | ------ | --- |
| 1.  | MT Melsungen        | 6 | 4     | 0     | 2     | 168    | 140    | +28    | 8   |
| 2.  | Helvetia Anaitasuna | 6 | 4     | 0     | 2     | 171    | 163    | +8     | 8   |
| 3.  | SL Benfica          | 6 | 4     | 0     | 2     | 158    | 165    | −7     | 8   |
| 4.  | Riihimäki Cocks     | 6 | 0     | 0     | 6     | 145    | 174    | −29    | 0   |

| Gospodarz \ Gość    | MTM   | ANA   | LIZ   | COC   |
| MT Melsungen        |       | 28:22 | 32:22 | 33:19 |
| Helvetia Anaitasuna | 23:22 |       | 35:28 | 30:24 |
| SL Benfica          | 26:24 | 33:28 |       | 26:25 |
| Riihimäki Cocks     | 28:29 | 28:33 | 21:23 |       |

## Faza pucharowa
W fazie pucharowej – ćwierćfinałach – uczestniczyło 6 najlepszych zespołów ze wszystkich grup oprócz gospodarza turnieju finałowego Frisch Auf! Göppingen. Zwycięzcy dwumeczów dołączyli do gospodarza Turnieju Finałowego.
Losowanie par odbyło 4 kwietnia 2017 r. o godz. 11:00. EHF dokonało podziału na koszyki:
| Koszyk 1                                | Koszyk 2                                                             |
| --------------------------------------- | -------------------------------------------------------------------- |
| Füchse Berlin MT Melsungen SC Magdeburg | Helvetia Anaitasuna Saint-Raphaël Var Handball Grundfos Tatabánya KC |

W wyniku losowania powstały następujące pary:
| Drużyna 1                            | Wynik dwumeczu | Drużyna 2     | Pierwszy mecz | Drugi mecz |
| ------------------------------------ | -------------- | ------------- | ------------- | ---------- |
| Helvetia Anaitasuna                  | 59:69          | SC Magdeburg  | 27:34         | 32:35      |
| Grundfos Tatabánya KC                | 47:58          | Füchse Berlin | 25:30         | 28:22      |
| Saint-Raphaël Var Handball           | 61:49          | MT Melsungen  | 30:26         | 31:23      |
| Po lewej gospodarz pierwszego meczu. |                |               |               |            |

## Turniej Finałowy
Losowanie turnieju finałowego odbyło się 2 maja 2017.
|  |                            |                            |                       |                       |    |               |               |       |
|  | Półfinały                  | Półfinały                  | Półfinały             |                       |    | Finał         | Finał         | Finał |
|  | Półfinały                  | Półfinały                  | Półfinały             |                       |    | Finał         | Finał         | Finał |
|  | 20 maja                    |                            |                       |                       |    |               |               |       |
|  |                            |                            |                       |                       |    |               |               |       |
|  | Saint-Raphaël Var Handball | Saint-Raphaël Var Handball | 24                    |                       |    |               |               |       |
|  | Saint-Raphaël Var Handball | Saint-Raphaël Var Handball | 24                    | 21 maja               |    |               |               |       |
|  | Füchse Berlin              | Füchse Berlin              | 35                    |                       |    |               |               |       |
|  | Füchse Berlin              | Füchse Berlin              | 35                    |                       |    | Füchse Berlin | Füchse Berlin | 22    |
|  | 20 maja                    |                            |                       |                       |    | Füchse Berlin | Füchse Berlin | 22    |
|  |                            |                            | Frisch Auf! Göppingen | Frisch Auf! Göppingen | 30 |               |               |       |
|  | SC Magdeburg               | SC Magdeburg               | Frisch Auf! Göppingen | Frisch Auf! Göppingen | 30 | 29            |               |       |
|  | SC Magdeburg               | SC Magdeburg               |                       |                       |    |               |               |       |
|  | Frisch Auf! Göppingen      | Frisch Auf! Göppingen      | 33                    |                       |    |               |               |       |
|  | Frisch Auf! Göppingen      | Frisch Auf! Göppingen      | 33                    | Mecz o 3. miejsce     |    |               |               |       |
|  |                            |                            |                       |                       |    |               |               |       |
|  | 21 maja                    |                            |                       |                       |    |               |               |       |
|  |                            |                            |                       |                       |    |               |               |       |
|  | Saint-Raphaël Var Handball | Saint-Raphaël Var Handball | 31                    |                       |    |               |               |       |
|  | Saint-Raphaël Var Handball | Saint-Raphaël Var Handball | 31                    |                       |    |               |               |       |
|  | SC Magdeburg               | SC Magdeburg               | 32                    |                       |    |               |               |       |
|  | SC Magdeburg               | SC Magdeburg               | 32                    |                       |    |               |               |       |

## Niebieskie kartki
Następujący zawodnicy otrzymali od sędziów najpierw czerwone a później niebieskie kartki za faule lub niesportowe zachowanie bez zawieszenia zawodnika na co najmniej jeden mecz:
- Alaksandr Citou w meczu fazy grupowej SL Benfica - Riihimäki Cocks
- Daniel Sarmiento w meczu fazy grupowej GOG - Saint-Raphaël Var Handball

Następujący zawodnicy otrzymali od sędziów najpierw czerwone a później niebieskie kartki za faule lub niesportowe zachowanie z zawieszeniem na co najmniej jeden mecz:
- Slobodan Bulajic w meczu 1 rundy kwalifikacyjnej: RK Budvanska rivijera - Filippos Verias - zawieszenie na dwa mecze[9]
- Anastasios Triantafyllidis w meczu 1 rundy kwalifikacyjnej: RK Budvanska rivijera - Filippos Verias - zawieszenie na jeden mecz[10]

## Biografia
- 2016/2017 EHF European Cup men. europeancup.eurohandball.com. [dostęp 2015-08-21]. (ang.).
- 2016/17 EHF CUP - Q1. europeancup.eurohandball.com. [dostęp 2016-08-27]. (ang.).
- 2016/17 EHF CUP - Q2. europeancup.eurohandball.com. [dostęp 2016-08-27]. (ang.).
- 2016/17 EHF CUP - Q3. europeancup.eurohandball.com. [dostęp 2016-10-18]. (ang.).
- 2016/17 EHF CUP - Group Phase. europeancup.eurohandball.com. [dostęp 2017-02-10]. (ang.).